# ساندباچ
latitudeساندباچlongitudeساندباچ
ساندباچ (به انگلیسی: Sandbach) یک شهرک در بریتانیا است که در انگلستان واقع شده‌است.

## خصوصیات
ساندباچ ۱۷٬۹۷۶ نفر جمعیت دارد.